# 熊谷祐
熊谷 祐（くまがい ゆう、1990年4月14日 - ）は、日本の実業家。瞑想・マインドフルネスアプリ「Relook」の創業者。

## 略歴
- 1990年4月14日、愛知県名古屋市に生まれる。滝高等学校卒業後[2]、2010年早稲田大学に進学[3]。就職活動で悩んでいるときにGoogleのマインドフルネス実践法について書かれた『サーチ・インサイド・ユアセルフ』（チャディー・メン・タン（英語: Chade-Meng Tan）著）と出会う。大学が主催する起業家養成講座に参加し、起業を志す[4]。在学中に「人の心を豊かにすることで世の中の負を無くしたい」という思いにめざめ、マインドフルネス事業をスタートする。UCLAの脳神経科学出身の専門家のもと、管理職向けマインドフルネスプログラムを開発。
- 2016年、別の事業で起業し、5000万円を調達するも倒産を経験。1500万円の借金を抱え28歳の時にホームレスになる。3ヶ月間のホームレス生活を経験。その際マインドフルネスにより自分の心を見つめ直し、「人の無限の可能性を引き出す」ことが天命であることを確信した[5]。
- 2019年、Relook株式会社を設立。翌年、事業撤退を決意した当日に複数の投資家から2500万円を調達することが決まる。その後サービスは成長したものの、赤字を解消し黒字化する構造であったためさらなる資金調達を必要としていた。会社の銀行残高が底をつきそうになった頃、2020年5月7日にRelook株式会社は株式会社ARETECO HOLDINGSのグループ会社となり、売却益により借金を完済した。その後、2021年1月1日にRelook株式会社は株式会社ARETECO HOLDINGSと合併[6]。
- 2020年10月23日、「新・日本男児と中居」に日本男児ゲストとして出演[7]。
- 2021年3月18日、LinkedInJapanが社内向けにオンライン開催した「Mindful eatingワークショップ」にゲストで登壇[8]。
- 2022年4月11日、孫正義育英財団生向けに行われたマインドフルネスセミナーに講師として招かれる[9]。

## 人物
- 1日平均5回、年間2000回以上の瞑想をする「シティーブッダ男児」。
- 和服を愛用しており、365日就寝時以外は和服、寝る時はステテコを着用する[10]。